# Heterophleps hexaspilata
Heterophleps hexaspilata là một loài bướm đêm trong họ Geometridae.